# Julius Biada
Julius Valentin Biada (Colonia, 3 novembre 1992) è un calciatore tedesco, attaccante del Fortuna Colonia.